# Dornier Do R
Dornier Do R Superwal – niemiecka łódź latająca wytwarzana w firmie Dornier w latach 1926-1929.

## Historia
Prototyp samolotu został oblatany 30 września 1926 r. Samolot był proponowany odbiorcom jako pasażerski bądź pocztowy. Budowano go w kilku wariantach w zależności od montowanych silników:
- R2 – wersja prototypowa z dwoma silnikami,
  - R2 Ras – z silnikami Rolls-Royce Condor-III (zbudowano dwa egzemplarze),
  - R2 Pas – z silnikami Packard 3A-2500 (zbudowano jeden egzemplarz),
- R4 – wersja seryjna z czterema silnikami montowanymi w dwóch parach w układzie ciągnąco-pchającym,
  - R4 Gas – z silnikami Gnome-Rhône Jupiter (zbudowano dwa egzemplarze),
  - R4 Nas – z silnikami Napier Lion (zbudowano dwa egzemplarze),
  - R4 Sas – z silnikami Siemens Jupiter (zbudowano dwa egzemplarze),
  - R4 Cas – z silnikami Pratt & Whitney Hornet (zbudowano dwa egzemplarze).